# 新疆生产建设兵团第八师一四四团
新疆生产建设兵团第八师一四四团是中华人民共和国新疆生产建设兵团第八师下辖的一个团。

## 行政区划
新疆生产建设兵团第八师一四四团下辖以下单位：
团部、一连、二连、三连、四连、五连、六连、七连、八连、九连、十连、十一连、十二连、十三连、十四连、十五连和二砖厂生活区。